# Атанас Стойчев
Атанас Стоянов Стойчев е български революционер, войвода на Вътрешната македонска революционна организация (ВМРО).

## Биография
Роден е около 1884 година в радовишкото село Дукатино. Завършва IV отделение. При избухването на Балканската война в 1912 година е е доброволец в Македоно-одринското опълчение и служи в Чета № 34 с командир Стамен Темелков, а по-късно в 3-та рота на 13-а кукушка дружина. Награден е с орден „За храброст“ IV степен.
След като родното му село остава в Сърбия след Междусъюзническата война, се установява в Струмица със семейството си и става общински съветник в Струмишки окръг.
След края на Първата световна война Атанас Стоянов е един от първите дейци на възстановената ВМРО и оглавява чета на организацията. През нощта на 13 срещу 14 май 1919 година четата му от 10 – 12 души минава границата при село Радичево, Радовишко. Четата попада на жандармерийска задада и е разбита, а Стойчев загива в сражението.